# Conomorium cuneae
Conomorium cuneae är en stekelart som beskrevs av Yang och Georg Baur 2004. Conomorium cuneae ingår i släktet Conomorium och familjen puppglanssteklar. Inga underarter finns listade i Catalogue of Life.